# Steve Larmer
Steve Donald Larmer (* 16. června 1961, Peterborough, Ontario, Kanada) je bývalý kanadský hokejový útočník.

## Hráčská kariéra

### Klubová kariéra
Jako junior hrával za Peterborough Petes a Niagara Falls Flyers v OMJHL. Draftován do NHL byl v roce 1980 Chicagem Black Hawks z celkově 120. místa. Debutoval v následující sezóně, ale většinou hrával v AHL. Výrazněji se v NHL prosadil v sezóně 1982/1983, kdy v 80 utkáních zaznamenal 43 gólů a celkem 90 bodů, získal Calder Trophy pro nejlepšího nováčka a byl zvolen do NHL All-Rookie Teamu nejlepších nováčků. V Chicagu odehrál většinu své kariéry, v letech 1982–1993 v jejich dresu odehrál 884 utkání v řadě, což je rekord NHL v počtu utkání bez přerušení v jednom týmu a třetí nejdelší série celkově (k roku 2020). V letech 1990 a 1991 byl nominován pro utkání hvězd NHL. Své poslední dvě sezóny v NHL odehrál od roku 1993 za New York Rangers, se kterými získal v roce 1994 Stanley Cup. Ve své poslední sezóně překonal hranici tisíce bodů v základní části NHL, celkově zaznamenal 1012 bodů v 1006 utkáních.

### Reprezentační kariéra
Reprezentoval Kanadu na Kanadském poháru 1991, kde vyhrál soutěž střelců (6 gólů) a byl druhý v produktivitě za Waynem Gretzkym. S kanadským týmem turnaj vyhrál.

## Ocenění a úspěchy
- 1981 OMJHL – Druhý All-Star Tým
- 1982 AHL – Druhý All-Star Tým
- 1983 NHL – All-Rookie Tým
- 1983 NHL – Nejlepší střelec mezi nováčcích
- 1983 NHL – Nejproduktivnější nováček
- 1983 NHL – Calder Memorial Trophy
- 1990 NHL – All-Star Game
- 1991 NHL – All-Star Game

## Prvenství
- Debut v NHL – 17. ledna 1981 (Hartford Whalers proti Chicago Black Hawks)
- První asistence v NHL – 18. ledna 1981 (Chicago Black Hawks proti Quebec Nordiques)
- První gól v NHL – 6. října 1982 (Chicago Black Hawks proti Toronto Maple Leafs, kanadským brankáři Michel Larocque)
- První hattrick v NHL – 14. listopadu 1982 (Chicago Black Hawks proti Minnesota North Stars)

## Klubové statistiky
| Sezóna       | Klub                 | Soutěž       |      | Základní část | Základní část | Základní část | Základní část | Základní část |    | Play off | Play off | Play off | Play off | Play off |
| Sezóna       | Klub                 | Soutěž       | Z    | G             | A             | B             | TM            | Z             | G  | A        | B        | TM       |          |          |
| 1977–78      | Peterborough Petes   | OMJHL        | 62   | 24            | 17            | 41            | 51            | 18            | 5  | 7        | 12       | 27       |          |          |
| 1978–79      | Niagara Falls Flyers | OMJHL        | 66   | 37            | 47            | 84            | 108           | 20            | 11 | 13       | 24       | 43       |          |          |
| 1979–80      | Niagara Falls Flyers | OMJHL        | 67   | 45            | 69            | 114           | 71            | 10            | 5  | 9        | 14       | 15       |          |          |
| 1980–81      | Niagara Falls Flyers | OMJHL        | 61   | 55            | 78            | 133           | 73            | 12            | 13 | 8        | 21       | 24       |          |          |
| 1980–81      | Chicago Black Hawks  | NHL          | 4    | 0             | 1             | 1             | 0             | —             | —  | —        | —        | —        |          |          |
| 1981–82      | Chicago Black Hawks  | NHL          | 3    | 0             | 0             | 0             | 0             | —             | —  | —        | —        | —        |          |          |
| 1981–82      | New Brunswick Hawks  | AHL          | 74   | 38            | 44            | 82            | 46            | 15            | 6  | 6        | 12       | 0        |          |          |
| 1982–83      | Chicago Black Hawks  | NHL          | 80   | 43            | 47            | 90            | 28            | 11            | 5  | 7        | 12       | 8        |          |          |
| 1983–84      | Chicago Black Hawks  | NHL          | 80   | 35            | 40            | 75            | 34            | 5             | 2  | 2        | 4        | 7        |          |          |
| 1984–85      | Chicago Black Hawks  | NHL          | 80   | 46            | 40            | 86            | 16            | 15            | 9  | 13       | 22       | 14       |          |          |
| 1985–86      | Chicago Black Hawks  | NHL          | 80   | 31            | 45            | 76            | 47            | 3             | 0  | 3        | 3        | 4        |          |          |
| 1986–87      | Chicago Blackhawks   | NHL          | 80   | 28            | 56            | 84            | 22            | 4             | 0  | 0        | 0        | 2        |          |          |
| 1987–88      | Chicago Blackhawks   | NHL          | 80   | 41            | 48            | 89            | 42            | 5             | 1  | 6        | 7        | 0        |          |          |
| 1988–89      | Chicago Blackhawks   | NHL          | 80   | 43            | 44            | 87            | 54            | 16            | 8  | 9        | 17       | 22       |          |          |
| 1989–90      | Chicago Blackhawks   | NHL          | 80   | 31            | 59            | 90            | 40            | 20            | 7  | 15       | 22       | 2        |          |          |
| 1990–91      | Chicago Blackhawks   | NHL          | 80   | 44            | 57            | 101           | 79            | 6             | 5  | 1        | 6        | 4        |          |          |
| 1991–92      | Chicago Blackhawks   | NHL          | 80   | 29            | 45            | 74            | 65            | 18            | 8  | 7        | 15       | 6        |          |          |
| 1992–93      | Chicago Blackhawks   | NHL          | 84   | 35            | 35            | 70            | 48            | 4             | 0  | 3        | 3        | 0        |          |          |
| 1993–94      | New York Rangers     | NHL          | 68   | 21            | 39            | 60            | 41            | 21            | 9  | 7        | 16       | 14       |          |          |
| 1994–95      | New York Rangers     | NHL          | 47   | 14            | 15            | 29            | 16            | 10            | 2  | 2        | 4        | 6        |          |          |
| OMJHL celkem | OMJHL celkem         | OMJHL celkem | 256  | 161           | 211           | 372           | 303           | 60            | 34 | 37       | 71       | 104      |          |          |
| NHL celkem   | NHL celkem           | NHL celkem   | 1006 | 441           | 571           | 1012          | 532           | 140           | 56 | 75       | 131      | 89       |          |          |

## Reprezentace
| Rok                       | Tým                       | Soutěž                    | Z  | G  | A | B  | TM |
| ------------------------- | ------------------------- | ------------------------- | -- | -- | - | -- | -- |
| 1991                      | Kanada                    | MS                        | 10 | 5  | 3 | 8  | 4  |
| 1991                      | Kanada                    | KP                        | 8  | 6  | 5 | 11 | 4  |
| Seniorská kariéra celkově | Seniorská kariéra celkově | Seniorská kariéra celkově | 18 | 11 | 8 | 19 | 8  |